# Diocese de Tehuacán
A Diocese de Tehuacán (em latim: Dioecesis Tehuacaniensis) é uma diocese da Igreja Católica localizada no município de Tehuacán, no estado de Puebla, pertencente a Arquidiocese de Puebla de los Ángeles no México. Foi fundada em 13 de janeiro de 1962 pelo Papa João XXIII. Com uma população católica de 1.066.000 habitantes, sendo 93,2% da população total, possui 63 paróquias com dados de 2021.

## História
Em 13 de janeiro de 1962 o Papa João XXIII cria a Diocese de Tehuacán através dos territórios da Arquidiocese de Antequera e da Arquidiocese de Puebla de los Ángeles.

## Lista de bispos
A seguir uma lista de bispos desde a criação da diocese em 1962.
|                            | Nome                            | Período            | Notas                                       |
| Bispos de Tehuacán         | Bispos de Tehuacán              | Bispos de Tehuacán | Bispos de Tehuacán                          |
| -------------------------- | ------------------------------- | ------------------ | ------------------------------------------- |
| 5º                         | Gonzalo Alonso Calzada Guerrero | 2018 - atual       |                                             |
| 4º                         | Rodrigo Aguilar Martínez        | 2006 - 2017        | Nomeado bispo de San Cristóbal de Las Casas |
| 3º                         | Mario Espinosa Contreras        | 1996 - 2005        | Nomeado bispo de Mazatlán                   |
| 2º                         | Norberto Rivera Carrera         | 1985 - 1995        | Nomeado arcebispo da Cidade do México       |
| 1º                         | Rafael Ayala y Ayala            | 1962 - 1985        | Faleceu no cargo                            |
| Bispo auxiliar de Tehuacán |                                 |                    |                                             |
| 1º                         | Lorenzo Cárdenas Aregullín      | 1978 - 1980        | Nomeado bispo de Papantla                   |